# Melanopula shanensis
Melanopula shanensis is een hooiwagen uit de familie Sclerosomatidae.